# شينيتشي كاواسي
شينيتشي كاواسي (باليابانية: 川瀬 信一) (مواليد 18 يونيو 1976)، هو لاعب كرة قدم سابق كان يلعب كمدافع.
و كان هذا اللاعب يشتهر بجماله و قوته البدنية و العقلية حيث كان يفوت ميسي و رونالدو 